# Coup d'État de 1917 au Portugal
Le coup d'État de 1917 au Portugal est un soulèvement politico-militaire dirigé par Sidónio Pais survenu à Lisbonne, au Portugal, dans le but de prendre le pouvoir au Parti Démocrate, qui a remporté toutes les élections au Portugal depuis la fondation de la Première République portugaise en octobre 1910.

## Contexte
Le Portugal participait à la Première Guerre mondiale, une participation qui était largement impopulaire en raison de ses impacts sociaux et économiques,, et que le gouvernement a tenté de contenir en utilisant des mesures répressives. Une conspiration a émergé au sein des unionistes (en), initialement soutenus par son leader Manuel de Brito Camacho (en), mais qui a ensuite changé d'avis et n'a pas participé au coup d'État. Sidónio Pais a mené le coup d'État, avec le soutien de toutes les forces politiques à l'exception de l'União Sagrada (une coalition entre le Parti démocrate et le Parti évolutionniste).

## Coup d'État
Dans la nuit du 5 décembre 1917, Sidónio Pais, avec le soutien de plusieurs unités de l'armée, a occupé le parc Eduardo VII et les principales routes d'accès. L'ensemble des forces de l'armée rebelle comptait environ 2 500 personnes. José Norton de Matos, alors ministre de la Guerre, a pris le commandement des forces gouvernementales, car Afonso Costa (chef du gouvernement) et Augusto Soares (ministre des Affaires étrangères) étaient tous deux hors du pays. Norton commandait les forces de l'arsenal naval et avait le soutien de la marine, la Garde nationale républicaine, la Garde fiscale, la police et certaines unités de l'armée.
Le 6 décembre 1917, plusieurs maisons et commerces ont été pillés alors que la police ne quittait pas ses quartiers. La Marine, positionnée dans le Tage et dirigée par Leote de Rego à bord du destroyer Guadiana, a échangé des tirs avec les forces rebelles à Eduardo VII.
Le 7 décembre 1917, les forces gouvernementales ont décidé de reprendre les forces d'Eduardo VII. Une colonne de la Marine et de la Garde nationale républicaine ont tenté une attaque frontale depuis l'Avenida. Une autre colonne a tenté d'attaquer depuis Rato, appuyée par l'artillerie placée dans le jardin São Pedro de Alcântara (dans Bairro Alto). Ces attaques ont été lentes et infructueuses.
Le 8 décembre 1917, le gouvernement a remis au président Bernardino Machado sa démission.

## Conséquences
Les installations et les maisons des dirigeants démocrates ont été saccagées. Une Junte militaire, dirigée par Sidónio Pais, a été établi. La junte a officiellement destitué le président, le gouvernement et le parlement. Afonso Costa et Augusto Soares ont été emprisonnés à leur retour au pays, Norton de Matos et Leote de Rego se sont échappés sur un bateau à vapeur anglais et le président Bernardino Machado a été exilé par la junte militaire. La junte militaire n'a gouverné que quelques jours, cédant la place, le 11 décembre 1917, à un gouvernement dirigé par Sidónio Pais. Sidónio a ensuite été élu président, lors d'élections générales (en), après que le régime soit passé d'un système semi-présidentiel à un système entièrement présidentiel. Le bilan du coup d'État s'élève à 109 morts et 500 blessés.

## Galerie

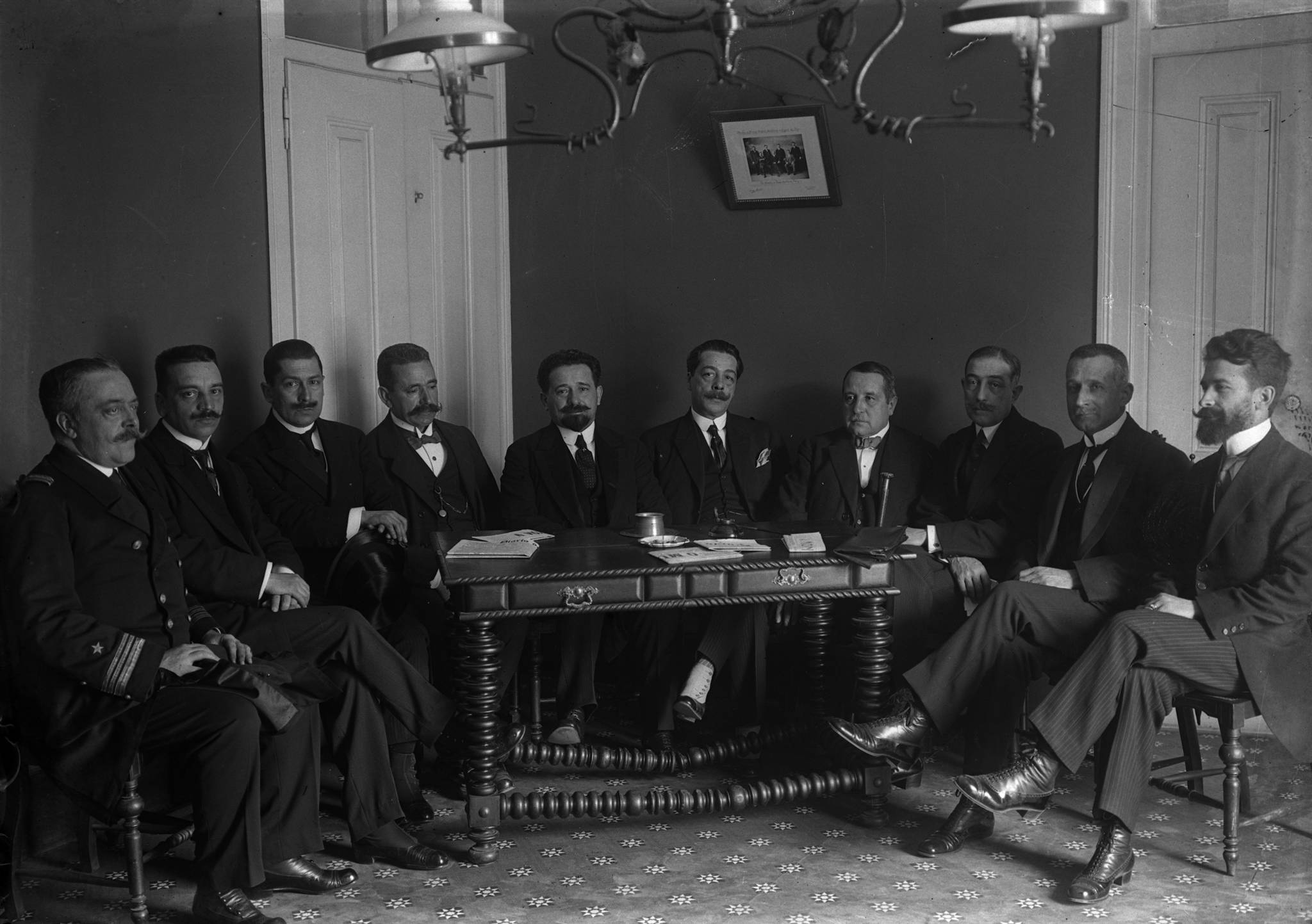
Le gouvernement d'Afonso Costa en 1917.
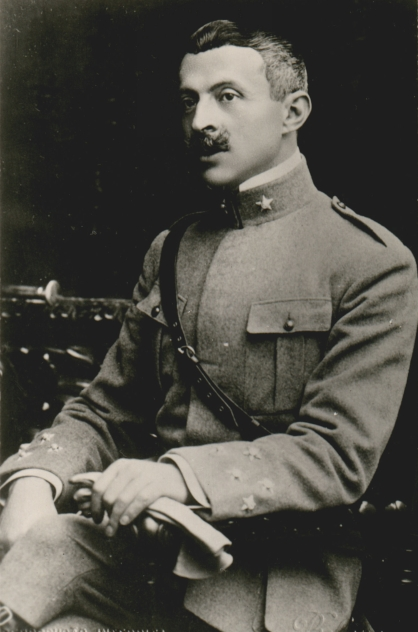
Sidónio Pais, commandant des forces rebelles.
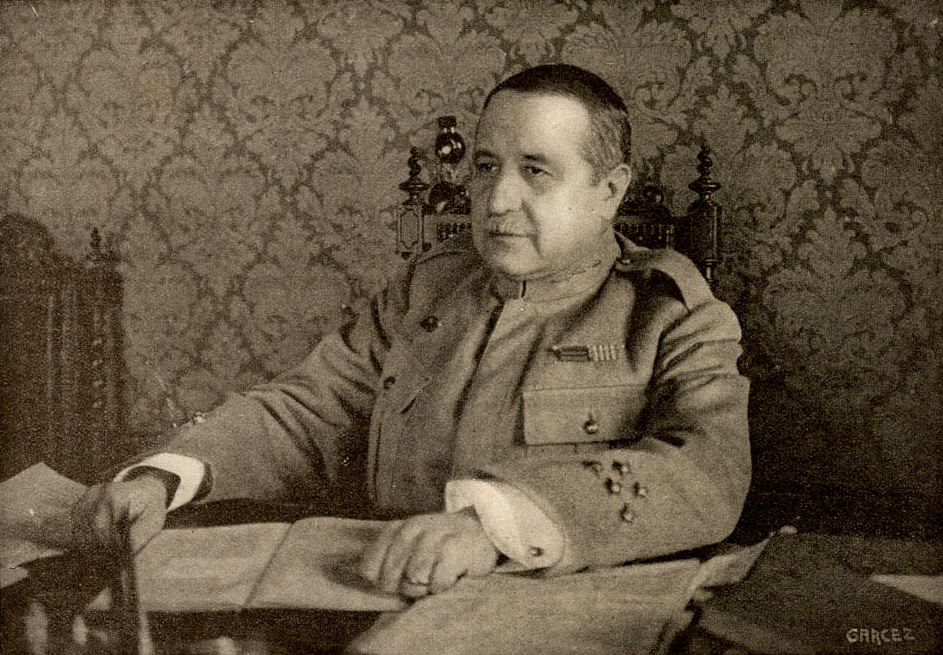
Norton de Matos, commandant des forces gouvernementales.
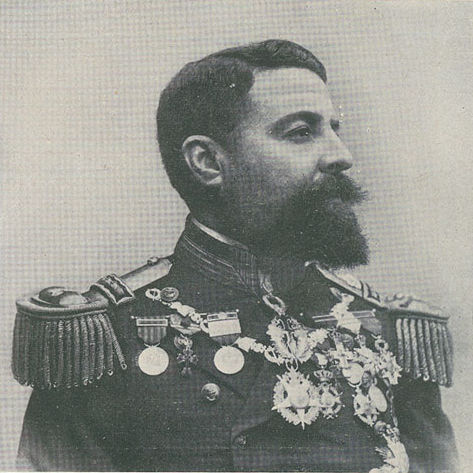
Leote de Rego (dans le NRP Guadiana), commandant des forces de la Marine.
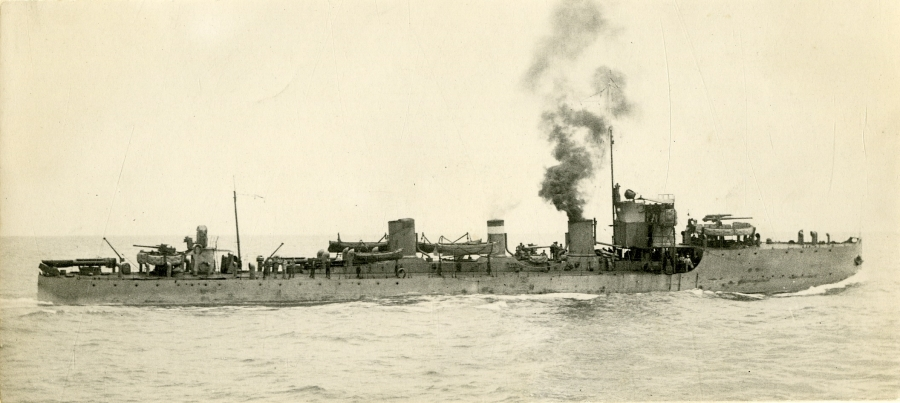
Le NRP Guadiana, stationné dans le Tage, a échangé des tirs avec les rebelles.
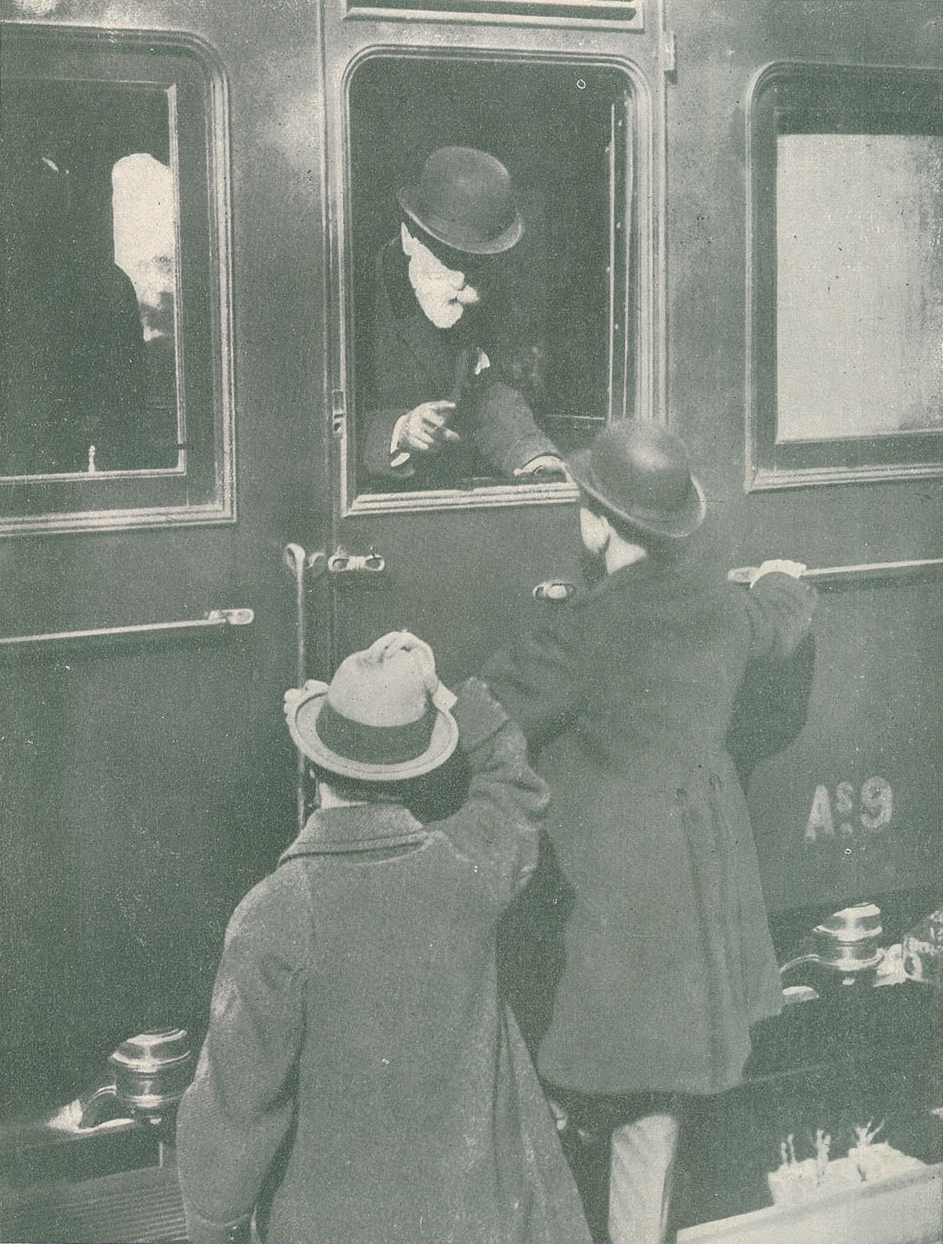
Le président Bernardino Machado (15 décembre 1917) partant pour son exil.
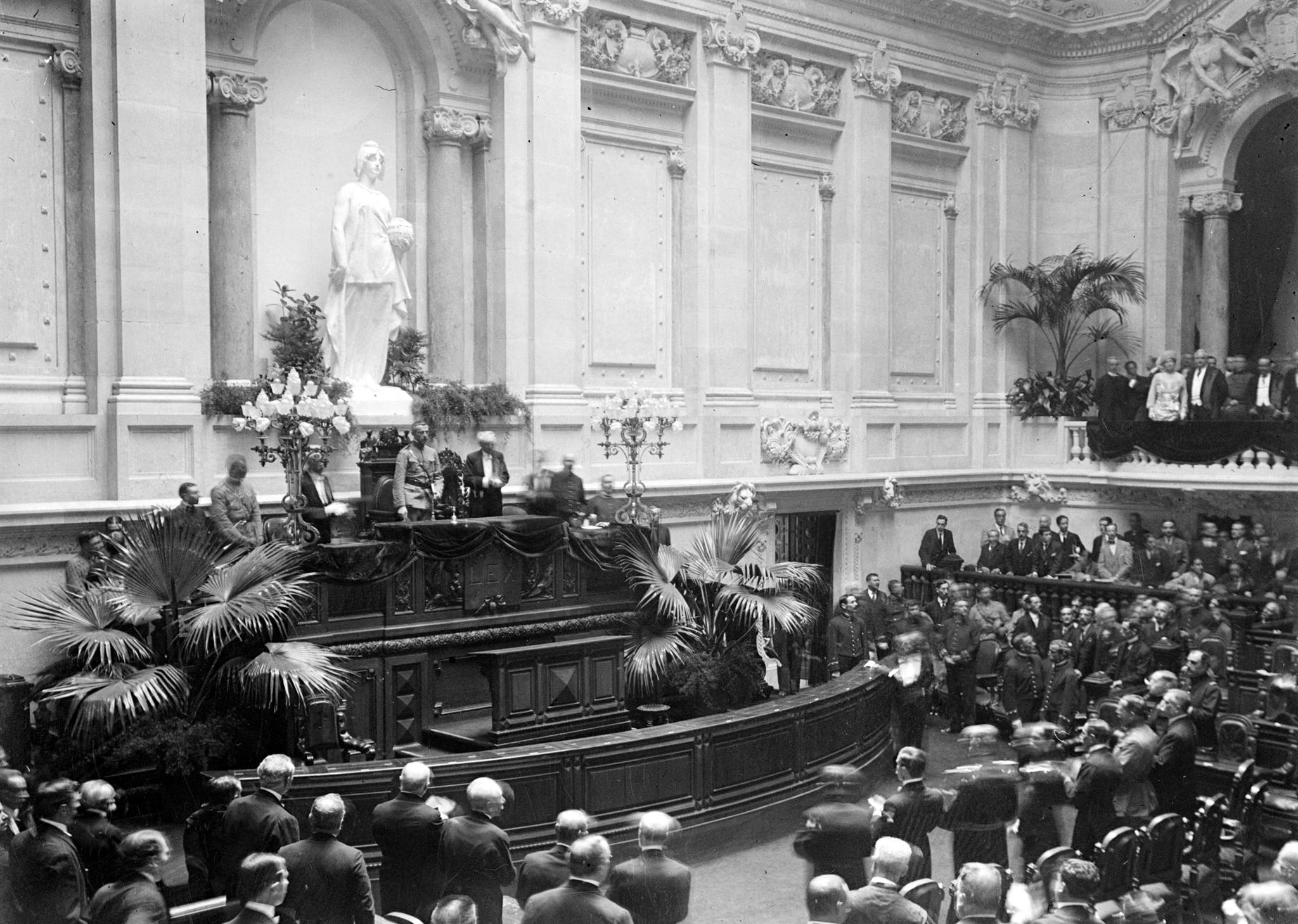
Sidónio Pais prête serment après avoir été élu président lors des élections générales portugaises de 1918.